# Christel Justen
Christel Justen (Oosterhout, 10 ottobre 1957 – Waldenburg, 20 gennaio 2005) è stata una nuotatrice tedesca occidentale.

## Carriera
Specializzata nella rana, ha vinto il titolo europeo sulla distanza dei 100 metri.

## Palmarès
- Europei

Vienna 1974: oro nei 100m rana e argento nella 4x100m misti.
| Controllo di autorità | VIAF (EN) 30631483 · ISNI (EN) 0000 0000 2091 4687 · GND (DE) 129953938 |